# OEEC
Az Organisation for European Economic Cooperation (OEEC), magyarul: Európai Gazdasági Együttműködési Szervezet 1948. április 16-án jött létre a Marshall-terv nyomán, melynek az volt a célja, hogy létrehozzanak egy szervezetet, amely szervezi és ellenőrzi a közös helyreállítási programot és a segélyek megfelelő elosztását.

## A szervezet működése
- Európa rekonstrukciója érdekében az együttműködés elősegítése a részt vevő országok között és a programok nemzeti szinten való kidolgozása
- Európán belüli kereskedelem fejlesztése a vámtarifák csökkentésével és egyéb gátló tényezők lebontásával
- A vámunió és a szabadkereskedelmi terület létrehozásának tanulmányozása
- A laterális kifizetések tanulmányozása
- A munkaerő jobb feltételei.

## Tagok
Eredetileg 18 tag: Ausztria, Belgium, Dánia, Franciaország, Görögország, Izland, Írország, Olaszország, Luxemburg, Hollandia, Norvégia, Portugália, Svédország, Svájc, Törökország, Egyesült Királyság és Nyugat-Németország (Bizone), Trieszt (az olasz szuverenitásig).

## Kialakulás
1948/49-ben elsődleges célja az volt, hogy megalapozza az amerikai erőfeszítéseket a kedvezményezett országok összehangolására. Részt vett a Marshall-segély elosztásában. 1949-ben a brit valutaválság beárnyékolta a második elosztást és az amerikaiak körében sem örvendett túl nagy népszerűségnek, mivel nem törekedett integrációra. Ennek javítását abban látták – és erre felkérték az államokat –, hogy a tevékenységek terén specializációt,munkamegosztást, a kereskedelemben közös politikát folytassanak. Ennek a nyomásnak hatására megszülettek az első kereskedelmi megállapodások. Létrehoztak egy listát a közös termékekről, és maradtak kizárólagos állami termékek, nyersanyagok, élelmiszer. 1950 végére az európai kereskedelem 60%-ban felszabadult, ez 1955-ben már 89% volt.
1961. szeptemberében az OEEC-t felváltotta az OECD, mely az Egyesült Államok, Kanada és további 35 ország részvételével az egész világra kiterjedt.